# Odontitella virgata
Odontitella virgata är en snyltrotsväxtart som först beskrevs av Heinrich Friedrich Link, och fick sitt nu gällande namn av Werner Hugo Paul Rothmaler. Odontitella virgata ingår i släktet Odontitella och familjen snyltrotsväxter. Inga underarter finns listade i Catalogue of Life.